# لینه (دهانه)
لینه یک دهانه برخوردی در ماه‌ است.